# Griva de Makira
La griva de Makira (Zoothera margaretae) és un ocell de la família dels túrdids (Turdidae).

## Hàbitat i distribució
habita el terra dels boscos de les muntanyes de l'illa Makira, a les illes Salomó.